# Linia kolejowa nr 751
Linia kolejowa nr 751 – pierwszorzędna, jednotorowa, zelektryfikowana linia kolejowa znaczenia państwowego łącząca stację Wrocław Gądów ze stacją Wrocław Zachodni.